# Hombre de Croghan

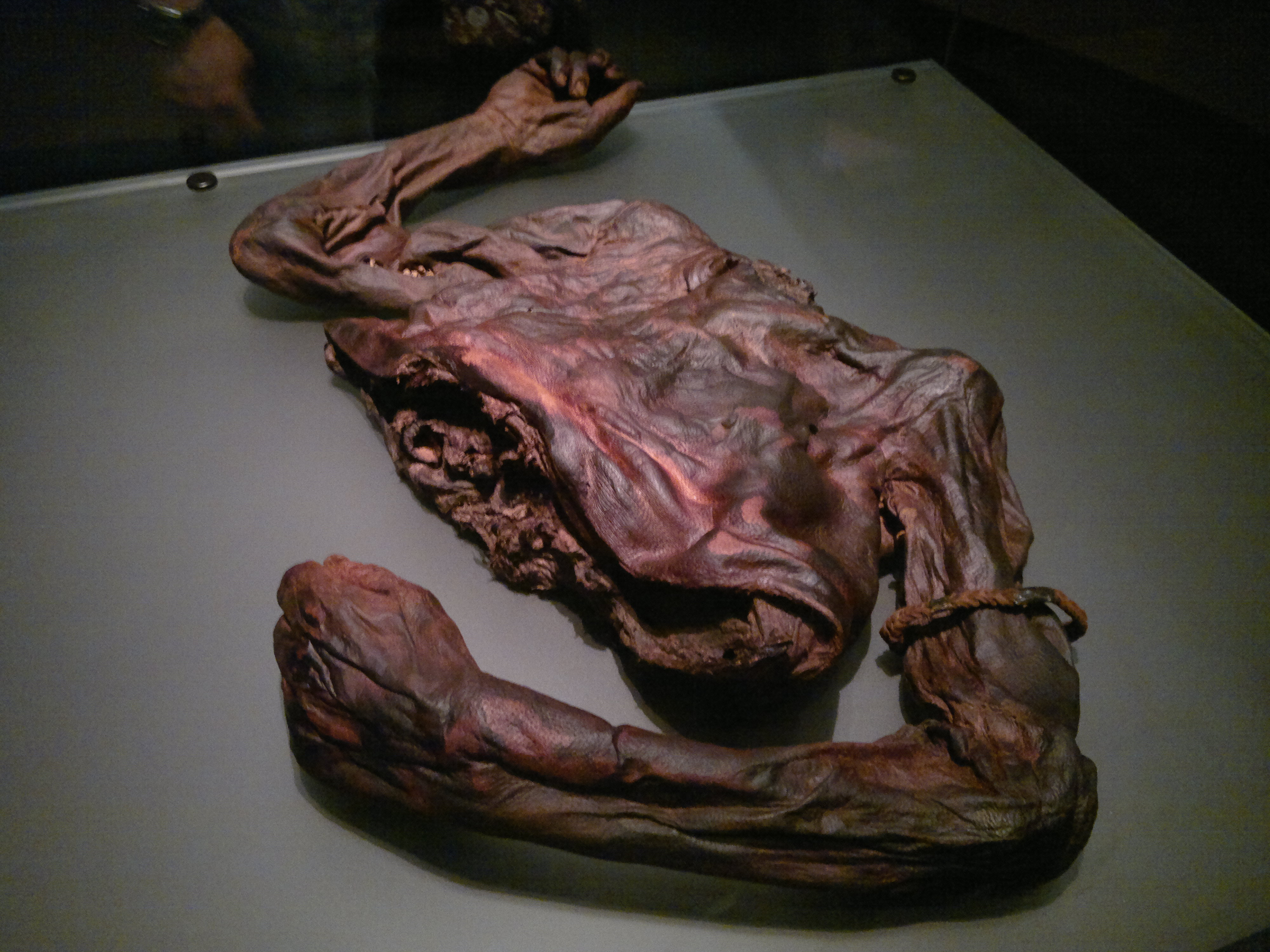
El Hombre de Croghan en el Museo Nacional de Irlanda.

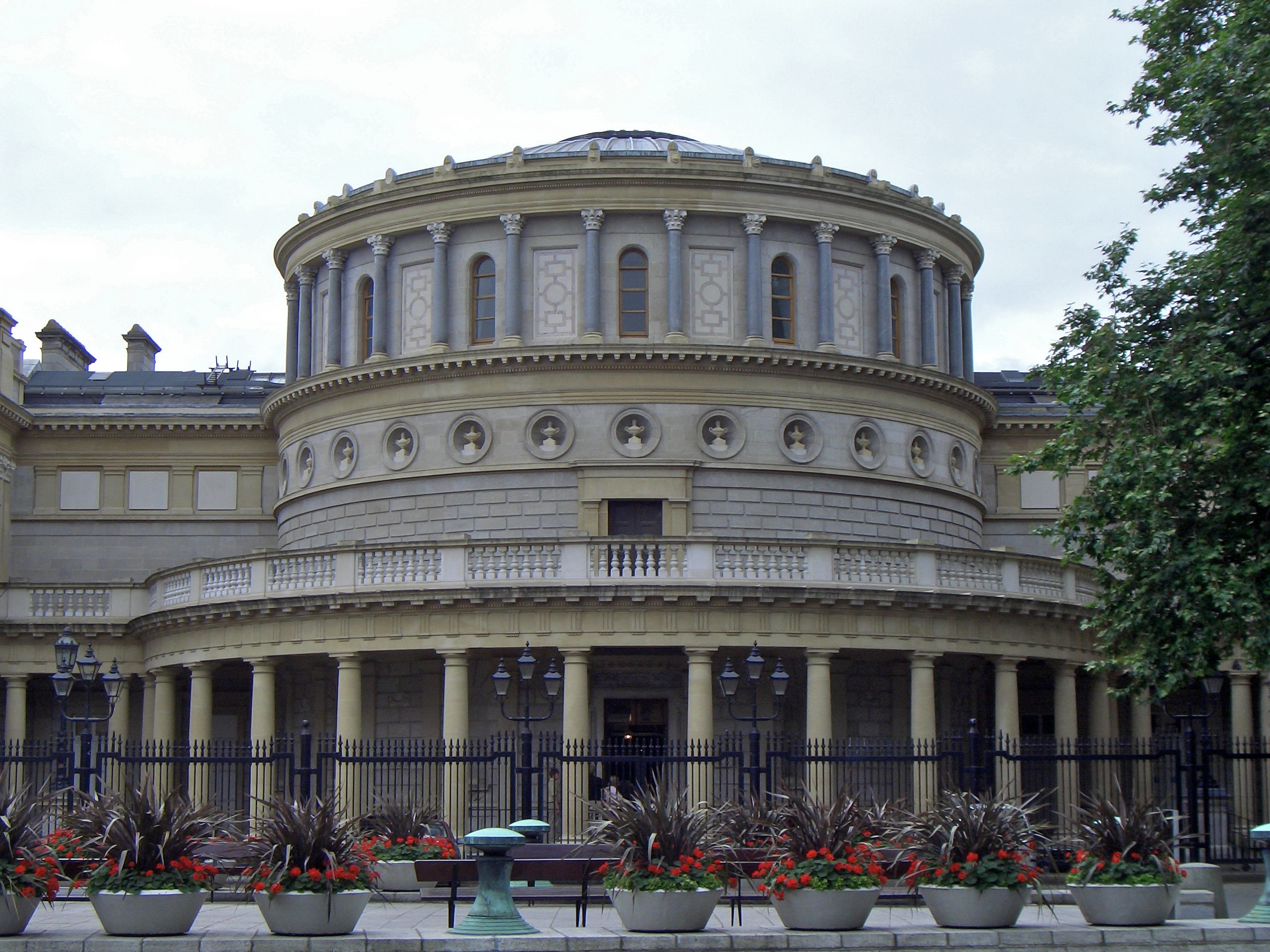
Museo Nacional de Irlanda situado en Dublín.

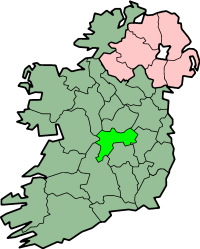
Condado de Offaly en Irlanda, lugar del hallazgo del cuerpo.

El Hombre de Croghan es el cadáver de un hombre momificado que vivió aproximadamente en los años 362 a. C. al 175 a. C., en la Edad de Hierro.

## Descubrimiento
El cuerpo fue descubierto en junio del año 2003, por un trabajador irlandés, Kevin Barry, en una turbera pantanosa, cerca del volcán inactivo de Croghan Hill, al norte de Daingean, perteneciente al condado de Offaly, en Irlanda y se da la casualidad que a solo 40 kilómetros del lugar se halló el cuerpo del Hombre de Clonycavan.

## Características
- Momificación natural
- Causa de la muerte: fue torturado y apuñalado en el pecho, en lo que podía considerarse como un sacrificio ritual, se intentó defender de la agresión como se deduce del corte hallado en uno de sus brazos.
- Edad: 20 años aproximadamente.
- Altura: medía 1,98 m.
- El cuerpo apareció totalmente desnudo y con trozos de avellano entre los brazos.
- sufría pleuritis.
- Su dieta estaba basada en leche, cereales y carne.

## Conservación
El Hombre de Croghan se encontró en buen estado de conservación debido a la protección natural que le otorgó el haber quedado enterrado dentro de una turbera, aunque le faltaban la cabeza y las extremidades inferiores, sus uñas y manos estaban muy bien cuidadas por lo que se cree que se trataba de un miembro de alto rango en su comunidad.
El cuerpo se encuentra expuesto en el Museo Nacional de Irlanda en Dublín.